# Ди Екс Си Текнолъджи
DXC Technology е американска технологична компания базирана в Ашбърн, Вирджиния.

## История
DXC Technology е създадена на 3 април 2017 г. като част от мащабна реорганизация, при която Hewlett Packard Enterprise обособява дейността си по бизнес услугите и тя е слята с тази на Computer Sciences Corporation. Компанията предлага на бизнеса решения, свързани с анализи и инженеринг, които помагат на компаниите да управляват своите операции, както и киберсигурност, облачна инфраструктура и аутсорсинг дейности.
През 2017 г. DXC Technology обявява създаването на Perspecta Inc. след сливането на сегмента на публичния ѝ сектор в САЩ с Vencore. През юли същата година придобива корпоративния софтуер Tribridge и нейната дъщерна компания Concerto Cloud Services за 152 милиона щатски долара.
През 2018 г. DXC Technology придобива Molina Medicaid Solutions (преди това част от Molina Healthcare), Argodesign и двама от партньорите на ServiceNow – BusinessNow и TESM.
През януари 2019 г. DXC Technology придобива доставчика на услуги в разработка на софтуер и иновативни IT решения Luxoft. Сделката е приключена през юни 2019 г.
През февруари 2021 г. DXC Technology отхвърля офертата на Atos за придобиване на компанията в размер на 10 млрд. щатски долара.
През юни 2024 г. компаниите Apollo Global и Kyndryl Holdings заяват интерес за придобиване на DXC Technology, като се канят да отправят съвместна оферта за цена между 22 и 25 долара на акция. На 10 юни 2024 г. DXC Technology приключиха търговията в Ню Йорк с ръст от 11%, което дава на компанията пазарна стойност от 3,3 млрд. щатски долара.

### в България
В България DXC Technology присъства от създаването си с офиси в София и Варна и над 4000 служители, 3400 от които в сферата на информационните технологии.

## Корпоративни въпроси
През 2019 г. бившият главен изпълнителен директор на Accenture Майк Салвино застава начело на DXC Technology. Към 2019 година в него работят около 130 хиляди души, а обемът на продажбите е 20,75 млрд. щатски долара.
Към ноември 2021 г. в DXC Technology работят 134 000 души в над 70 държави, включително САЩ, Индия, Филипините, Централна Европа и Виетнам.
100% от акциите на DXC Technology са собственост на институционални инвеститори, най-големите от които са:
- BlackRock Inc. – 14,20%
- Vanguard Group Inc. – 12,34%
- Pacer Advisors, Inc. – 8.18%
- Glenview Capital Management, Llc – 7,09%
- Dimensional Fund Advisors LP – 5.45%
- Invesco Ltd. – 5.40%
- State Street Corporation – 3.67%
- FIL LTD – 3.51%
- Morgan Stanley – 2,58%
- LSV Asset Management – 1,89%

DXC Technology е регистрирана на Нюйоркската фондова борса като част от индекса S&P 500. Към момента на създаването си DXC Technology има приходи в размер на 25 млрд. щатски долара. През октомври 2023 г. е преместена в индекса S&P SmallCap 600. Към 2024 г. DXC Technology се класира на 294-о място в списъка на най-големите корпорации в САЩ Fortune 500 по общ обем на приходите.
|                                      | 2017  | 2018   | 2019   | 2020   | 2021   | 2022   | 2023   |
| ------------------------------------ | ----- | ------ | ------ | ------ | ------ | ------ | ------ |
| Годишни приходи (млрд. долара)       | 7,607 | 21,733 | 20,753 | 19,577 | 17,729 | 16,265 | 14,430 |
| Чиста печалба (млн. долара)          | –123  | 1,751  | 1,257  | –5,369 | –149   | 718    | –568   |
| Общо активи (млрд. долара)           | 8,663 | 33,921 | 29,574 | 26,006 | 22,038 | 20,139 | 15,845 |
| Собствен капитал (млрд. долара)      | 2,166 | 13,837 | 11,725 | 5,129  | 5,308  | 5,375  | 3,820  |
| Пазарна капитализация (млрд. долара) | 27,07 | 14,34  | 9,52   | 6,55   | 8,11   | 6,09   | 4,42   |

## История на логата
- 2017 – 2021
- 2021 – настоящем